# Holybrook
Holybrook est une paroisse civile du Berkshire, en Angleterre.